# Robert L. Dulaney
Robert Leroy Dulaney (* 4. März 1902 in Marshall, Clark County, Illinois; † 7. November 1984) war ein Generalmajor der United States Army. Er war unter anderem Kommandeur der 3. Infanteriedivision.
Robert Dulaney war ein Sohn von Harry Bartlett Dulaney (1856–1937) und dessen Frau Edith P. Prevo (1878–1938). Er entschied sich für eine militärische Laufbahn und wurde Offizier im US-Heer. Zum Zeitpunkt des Todes seines Vaters im November 1937 war er als Hauptmann (Captain) in Fort Hamilton im New Yorker Stadtteil Brooklyn stationiert. In der Armee durchlief er alle Offiziersränge bis zum Zwei-Sterne-General.
Während des Zweiten Weltkriegs war Dulaney auf dem europäischen Kriegsschauplatz eingesetzt. Zwischen Mai und August 1943 kommandierte er das in Nordafrika eingesetzte 645. Panzerabwehrbataillon (645th Tank Destroyer Battalion). Danach war er Stabsoffizier und später Kommandeur des 180. Infanterieregiments, mit dem er zunächst am Beginn des Italienfeldzugs der Alliierten und dann in Frankreich eingesetzt war. Dieses Regiment unterstand der 45. Infanteriedivision.
Zwischen Januar und November 1945 gehörte Robert Dulaney dem Stab der 44. Infanteriedivision an, die zunächst bis Kriegsende zu den aus Frankreich nach Deutschland vorstoßenden Truppen gehörte. Im November 1945 kommandierte er für einige Tage diese Division. Anschließend wurde er zur 4. Armee nach Fort Sam Houston versetzt, wo er zwischen Dezember 1945 und Februar 1946 deren Untereinheit Special Troops kommandierte.
Zwischen März 1946 und August 1947 kommandierte Robert Dulaney in Fort Benning, dem heutigen Fort Moore, das 25. Infanterieregiment. Anschließend studierte er bis Juni 1948 am National War College. In den Jahren 1948 bis 1950 war er Stabsoffizier in der Stabsabteilung G3 für Operationen beim Generalstab des Heeres. Im weiteren Lauf des Jahres 1950 wurde er nach Österreich versetzt, wo er ein Infanterieregiment kommandierte. Daran schloss sich eine Versetzung zum Stab der 45. Infanteriedivision an, die im Dezember 1951 nach Südkorea verlegt wurde um am dortigen Krieg teilzunehmen.
Zwischen Mai und Oktober 1952 kommandierte er die ebenfalls im Koreakrieg eingesetzte 3. Infanteriedivision. Anschließend übernahm Dulaney in Alabama das Kommando über die Militärgarnison Camp Rucker. Sein letztes Kommando war der Oberbefehl über die 47. Infanteriedivision den er in den Jahren 1953 und 1954 innehatte. Danach schied er aus dem aktiven Militärdienst aus.
Robert Dulaney wurde im Verlauf seiner militärischen Karriere unter anderem mit den Orden Silver Star und Legion of Merit ausgezeichnet. Er starb am 7. November 1984 und wurde auf dem Union Cemetery in Leesburg in Virginia beigesetzt.